# Taintrux
Taintrux ist eine französische Gemeinde mit 1.450 Einwohnern (Stand: 1. Januar 2022) im Département Vosges in der Region Grand Est (bis 2015 Lothringen). Sie gehört zum Arrondissement Saint-Dié-des-Vosges und zum Kanton Saint-Dié-des-Vosges-1 (bis 2015: Kanton Saint-Dié-des-Vosges-Ouest). Die Einwohner werden Taintrusiens genannt.

## Geografie
Taintrux liegt etwa 71 Kilometer südwestlich von Straßburg in den Vogesen. Umgeben wird Taintrux von den Nachbargemeinden Saint-Dié-des-Vosges im Norden und Nordosten, Saulcy-sur-Meurthe im Osten, Saint-Léonard im Süden und Südosten, La Houssière im Süden und Südwesten, Bois-de-Champ im Westen sowie Les Rouges-Eaux und Mortagne im Nordwesten.

## Bevölkerungsentwicklung
| Jahr                      | 1962 | 1968 | 1975 | 1982 | 1990 | 1999 | 2006 | 2013 |
| Einwohner                 | 867  | 863  | 1056 | 1383 | 1384 | 1367 | 1553 | 1570 |
| Quelle: Cassini und INSEE |      |      |      |      |      |      |      |      |

## Sehenswürdigkeiten
- Kirche Saint-Georges
- Schloss Taintrux aus dem 17. Jahrhundert

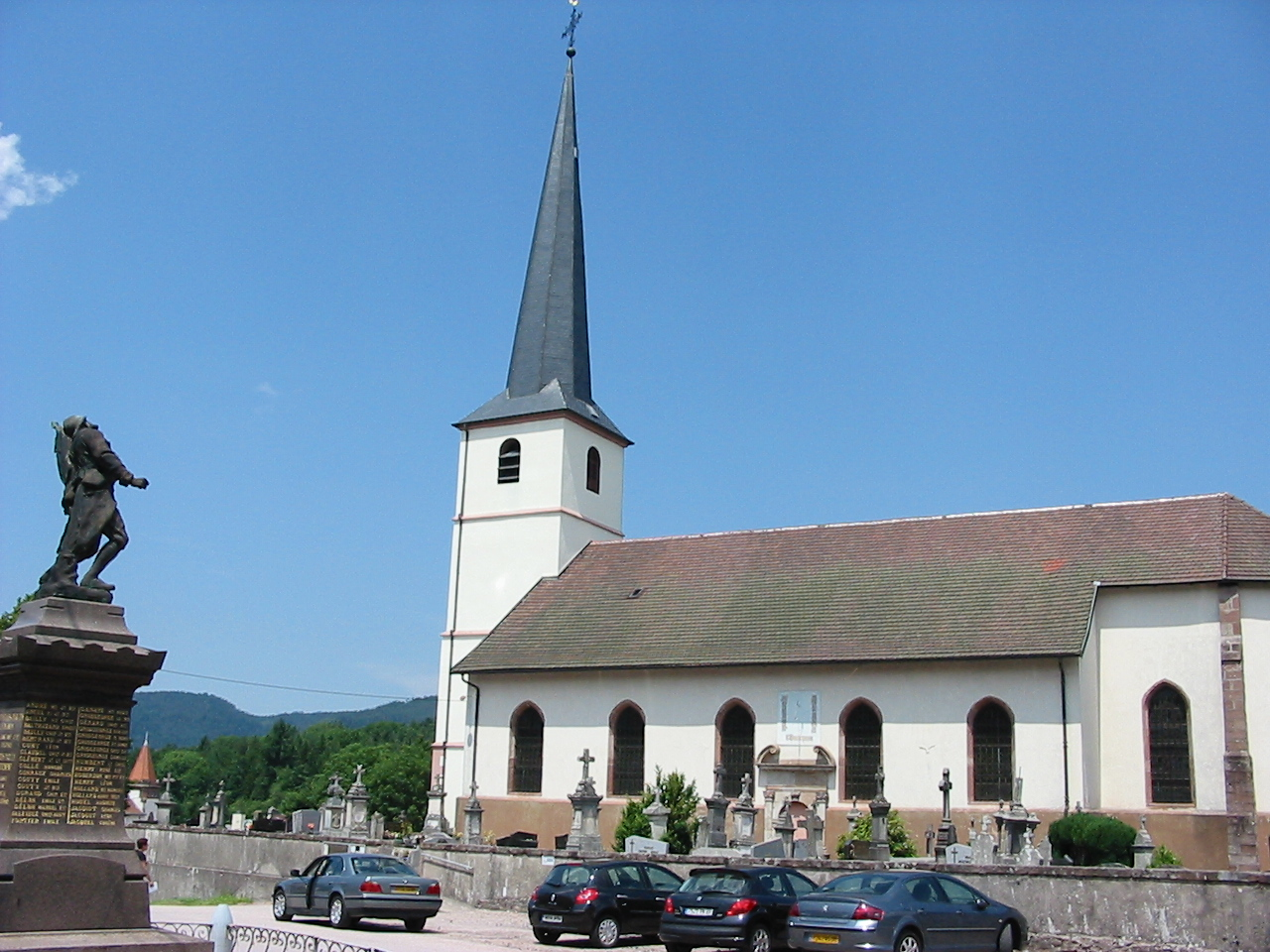
Kirche Saint-Georges